# Liste des cours d'eau de Haute-Savoie

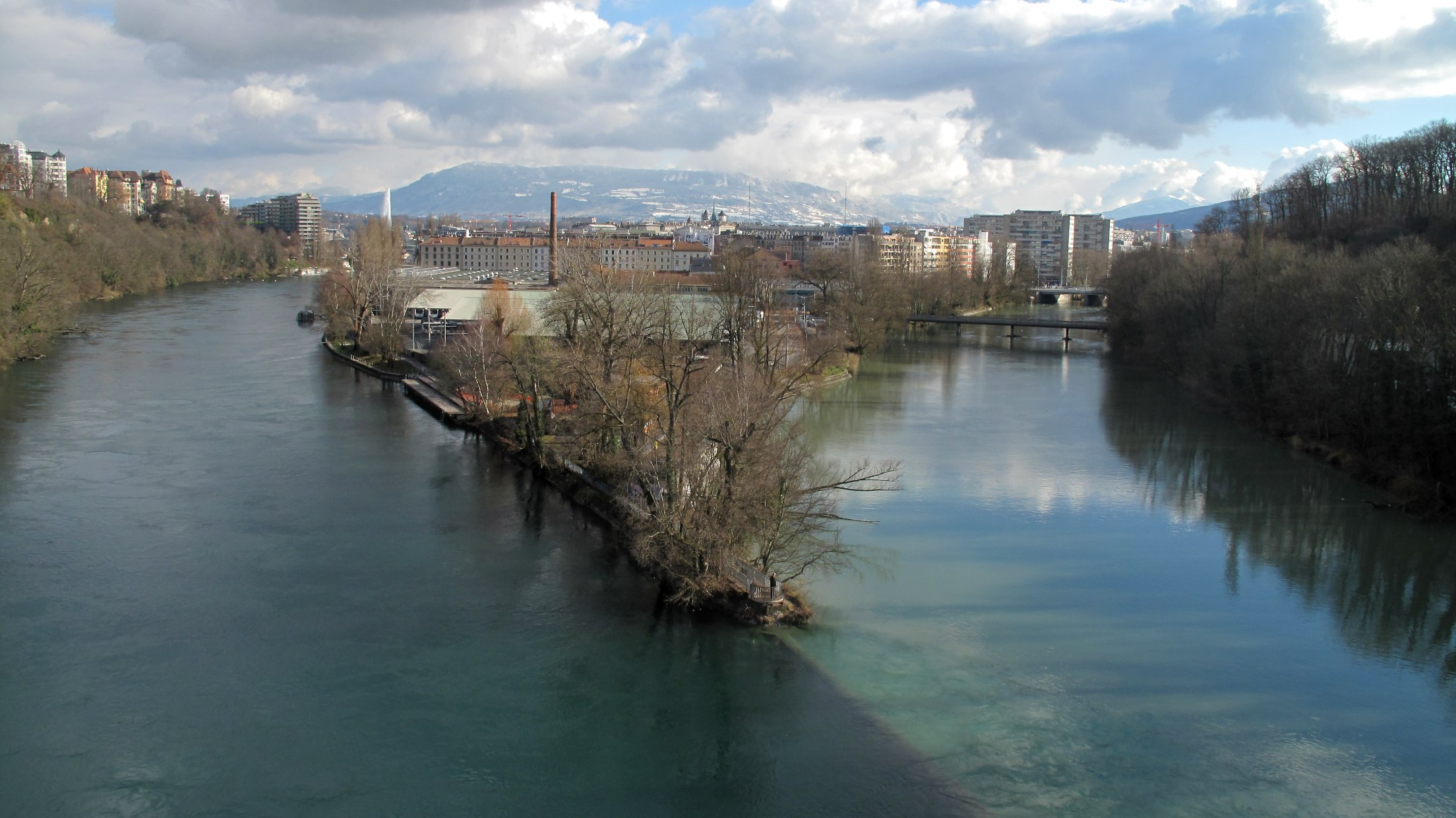
confluence de l'Arve (à droite) et du Rhône (à gauche).

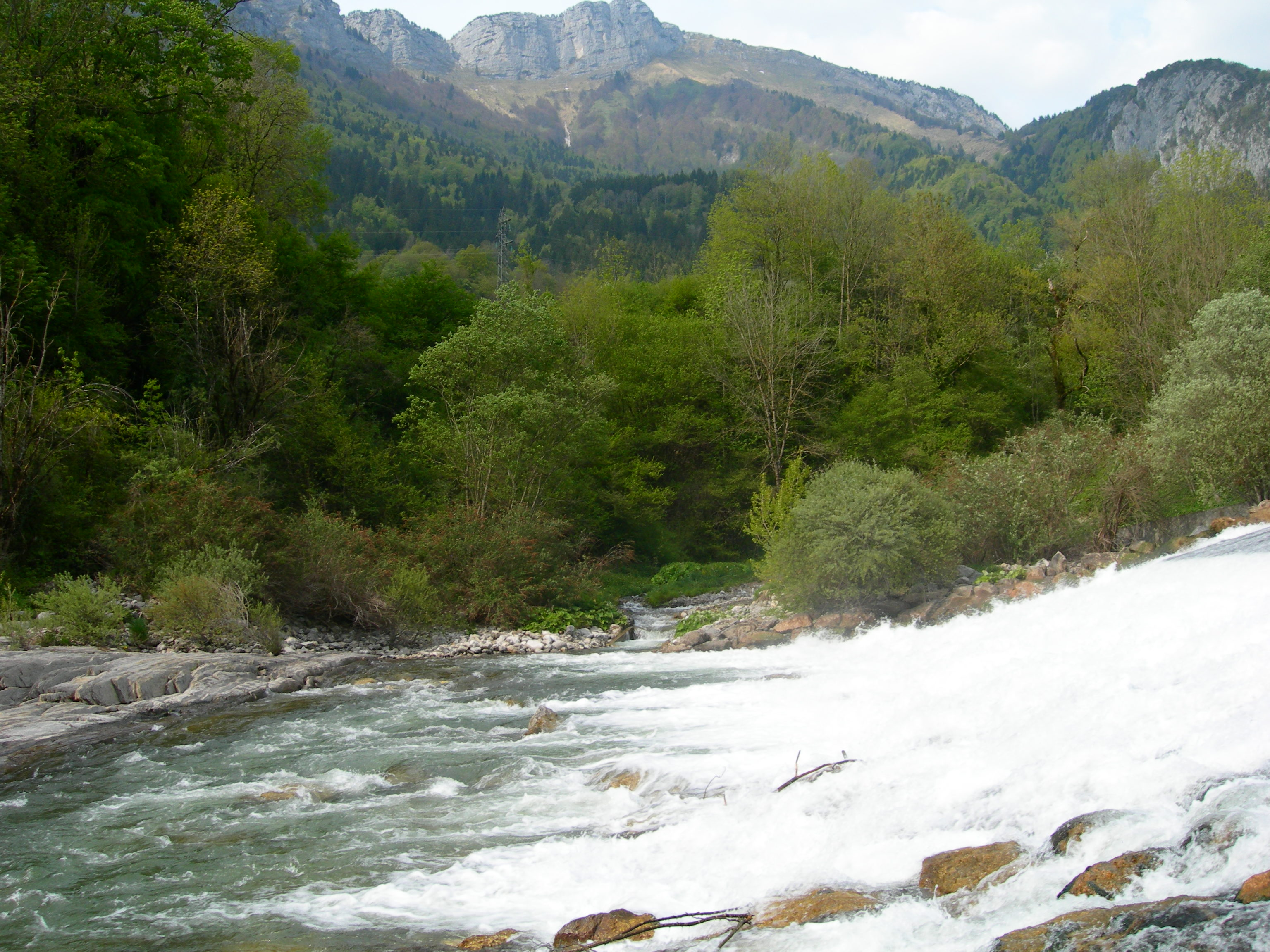
Le Fier.

Liste des fleuves, rivières et autres cours d'eau qui parcourent en partie ou en totalité le département de la Haute-Savoie. La liste présente les cours d'eau, généralement de plus de 10 km de longueur sauf exceptions, par ordre alphabétique, par fleuves et bassin versant, par station hydrologique, puis par organisme gestionnaire ou organisme de bassin.

## Classement par ordre alphabétique

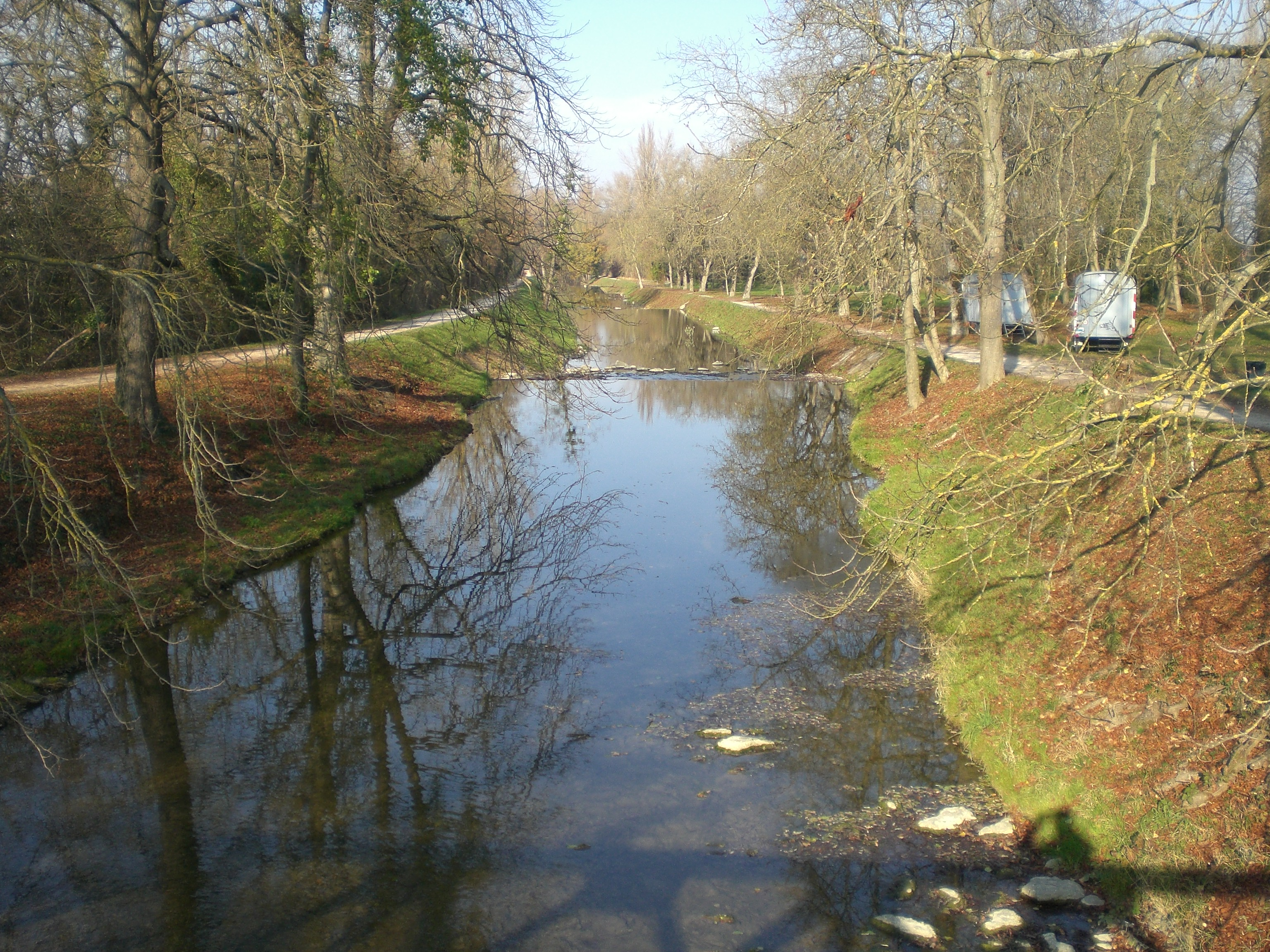
L'Aire près de la frontière franco-suisse

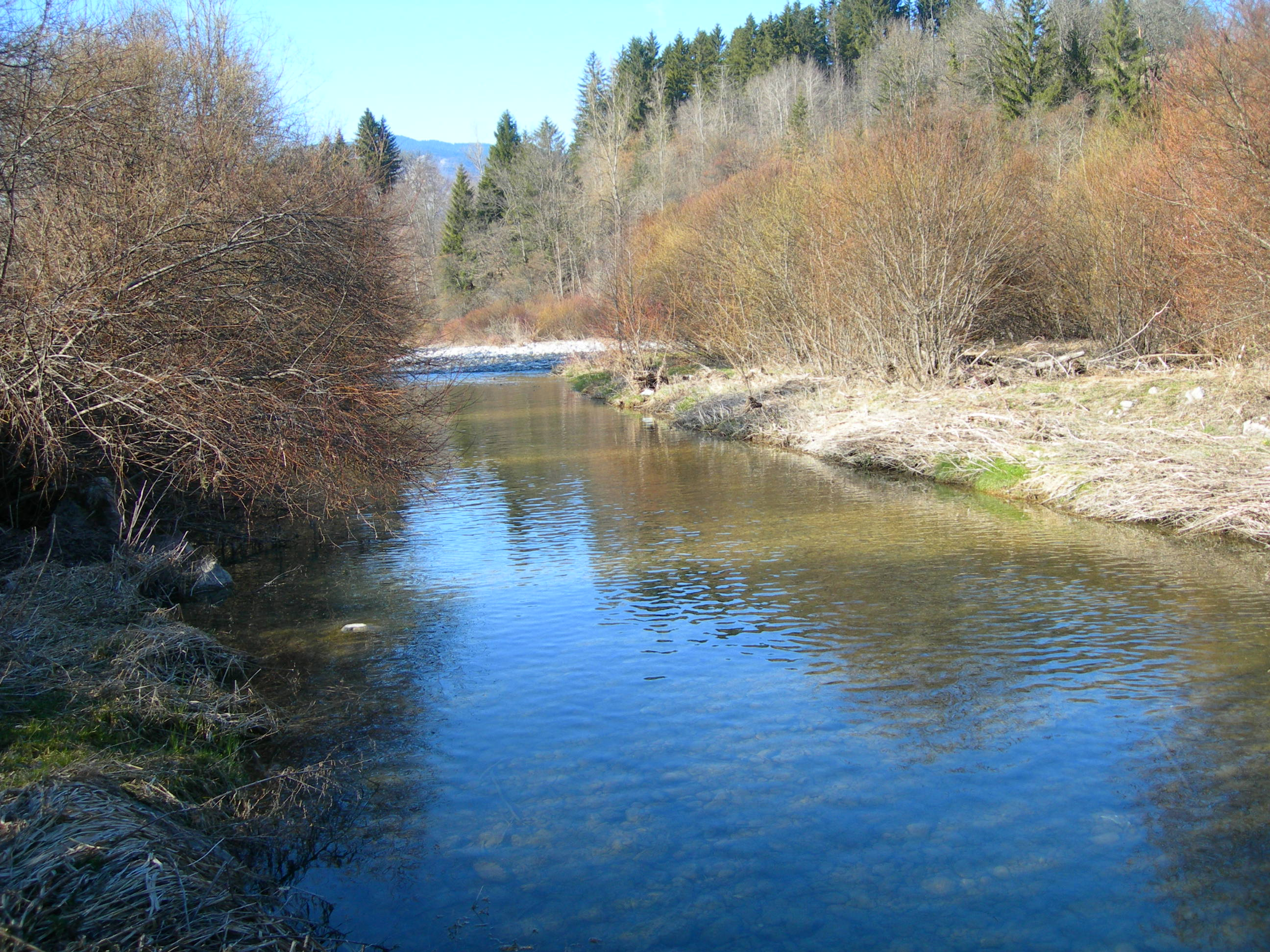
Le Chéran à Lescheraines.

- Aire[S 1], Arande[S 2], Arly[S 3], Arve[S 4], Arveyron[S 5]
- Barberine[S 6], Bon Nant[S 7], Borne[S 8], Bornette[S 9], Boubioz[note 1], Brevon[S 10], Bronze[S 11]
- Chaise[S 12], Champfroid[S 13], Chéran[S 14], Clévieux[S 15]
- Dadon[S 16], Deysse[S 17], Diosaz[S 18], Dranse[S 19], Dranse d'Abondance[S 20], Dranse de Morzine[S 21], Drize[S 22]
- Eau Morte[S 23], Eau Noire (Chablais), Eau Noire (Valais)[S 24], Les Eparis[S 25]
- Fier[S 26], Fillière[S 27], Foron[S 28]
- Giffre[S 29], Giffre des Fonds[S 30]
- Hermance[S 31]
- Ire[S 32]
- Laire[S 33], Laudon[S 34], Les Usses[S 35]
- Malnant[S 36], Maravant[S 37], Menoge[S 38], Morge[S 39]
- Néphaz[S 40], Nom[S 41]
- Redon[S 42], Risse[S 43], Rhône[S 44]
- Sallanche[S 45], Saint-Ruph[S 46]
- Thiou[S 47]
- Ugine[S 48]

## Classement par fleuve et bassin versant

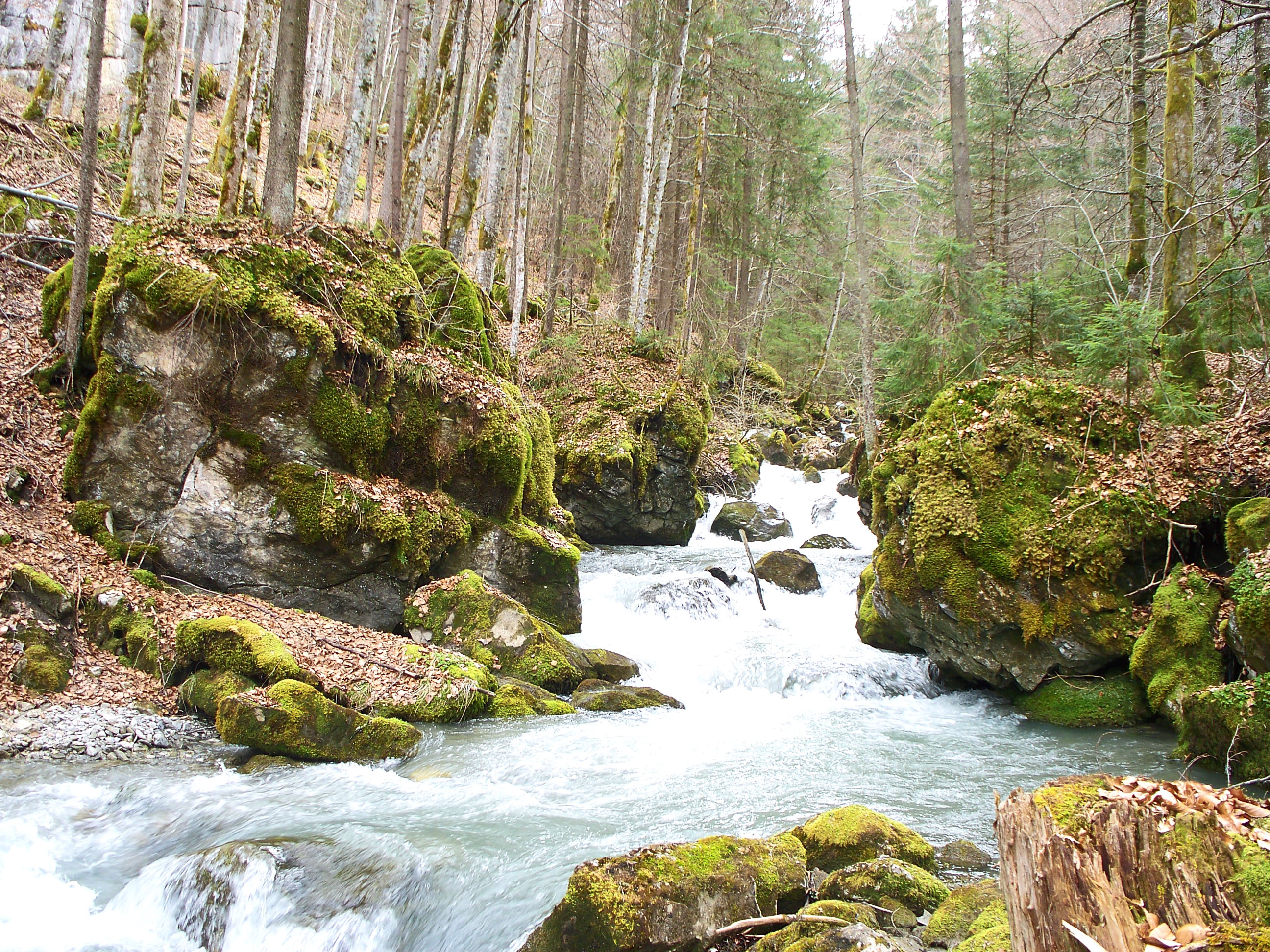
Le Bronze en crue

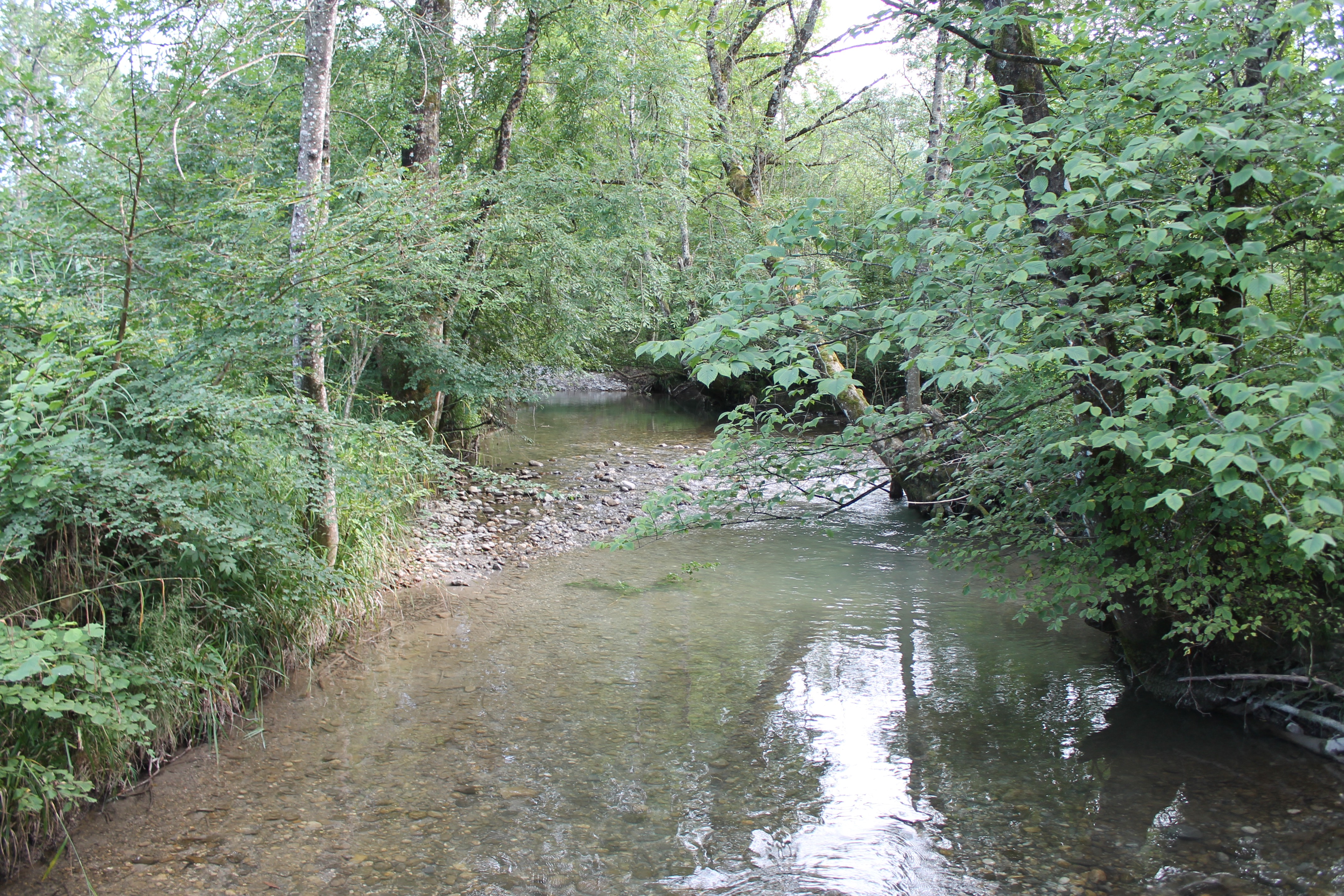
Rivière de l'Ire dans la Réserve naturelle nationale du Bout du lac d'Annecy.

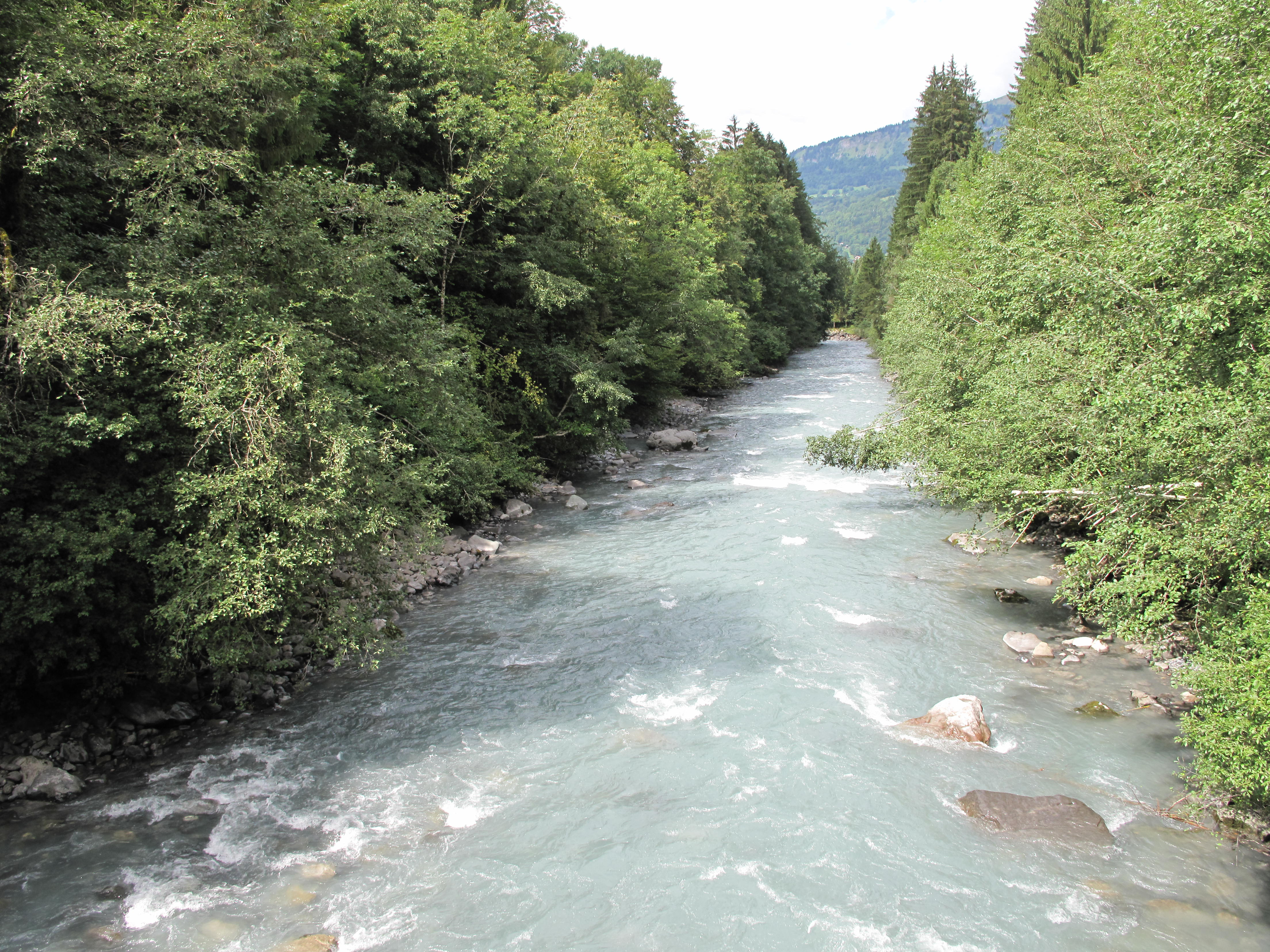
La rivière du Giffre depuis le pont de Revé en amont de Samoëns.

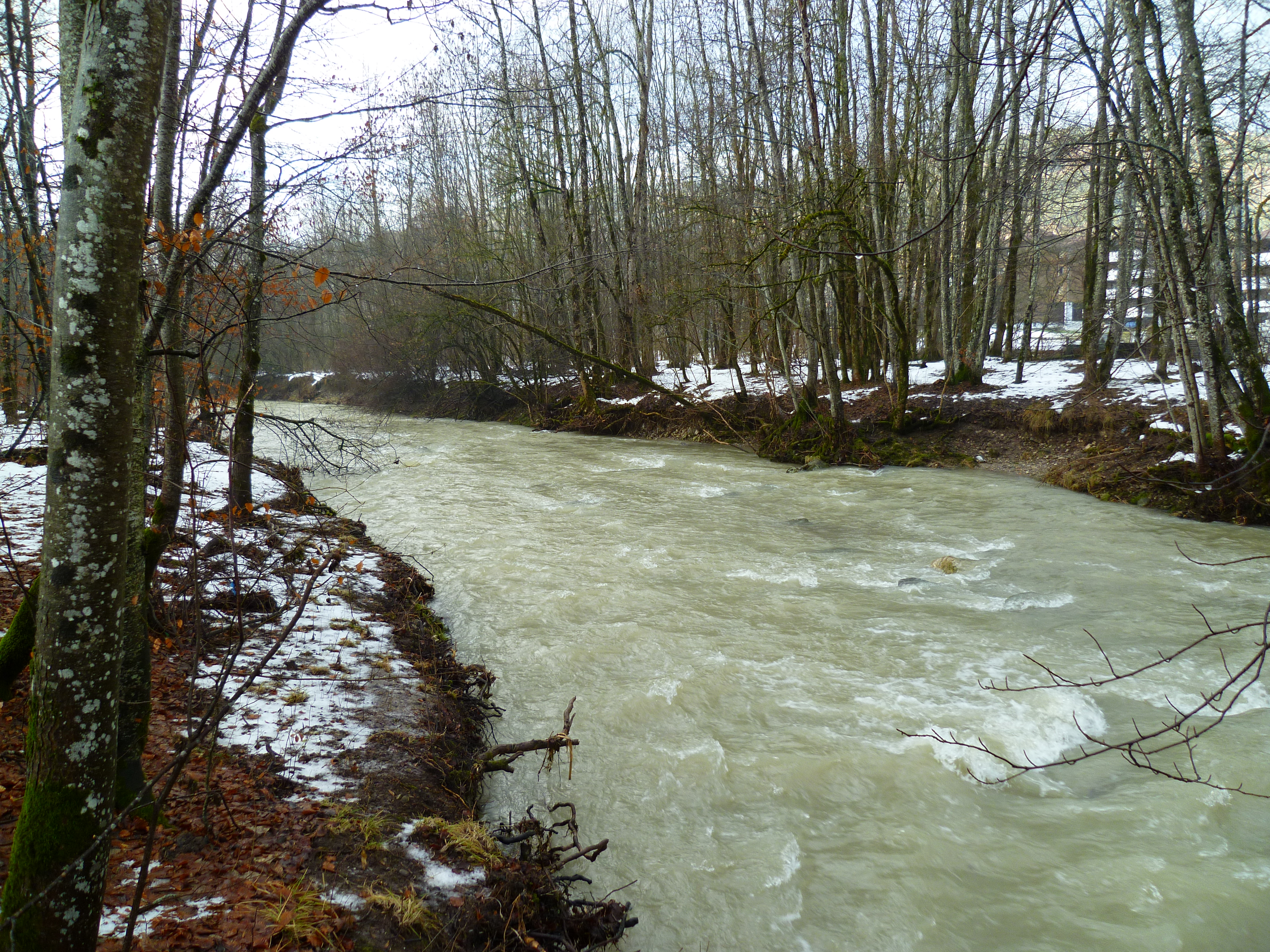
La Menoge à Boëge.

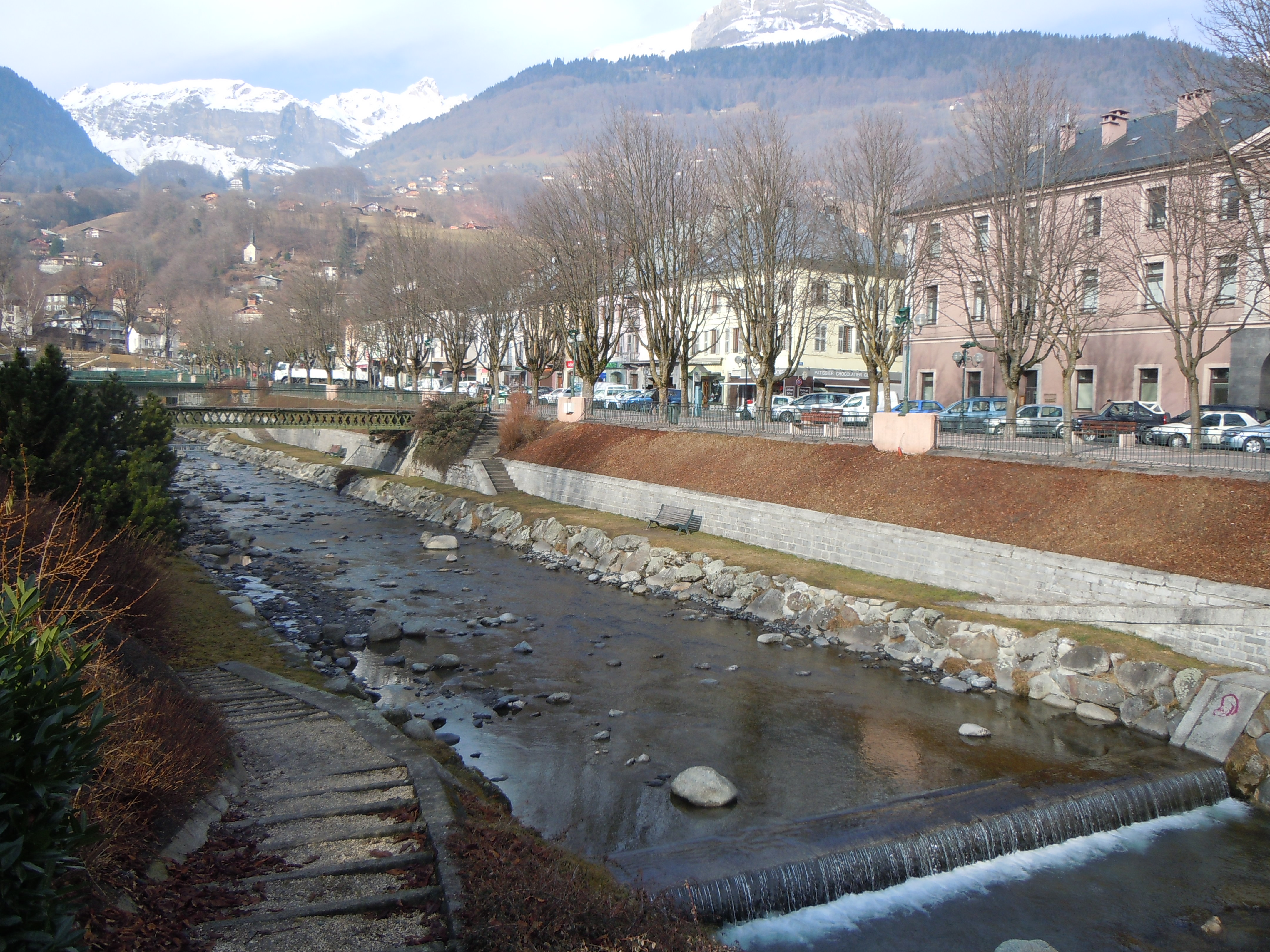
La Sallanche à Sallanches.

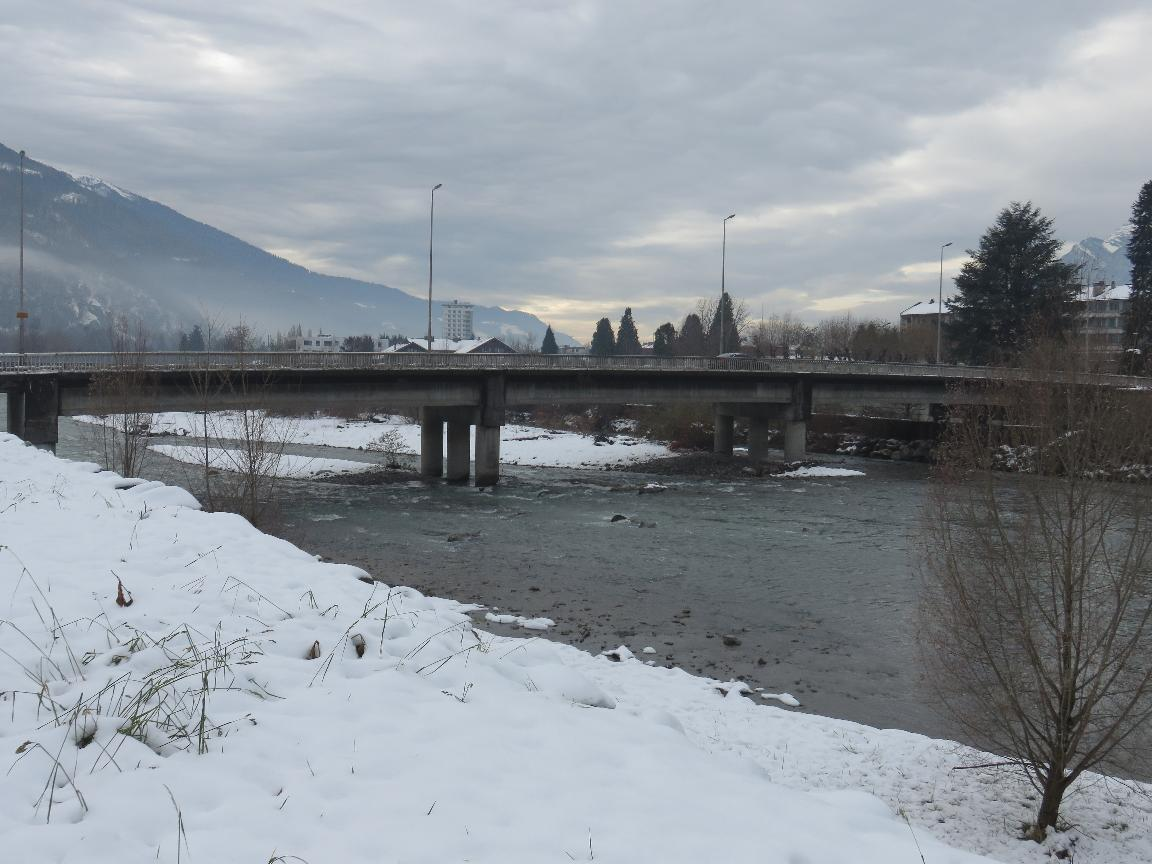
L'Arly à Albertville.

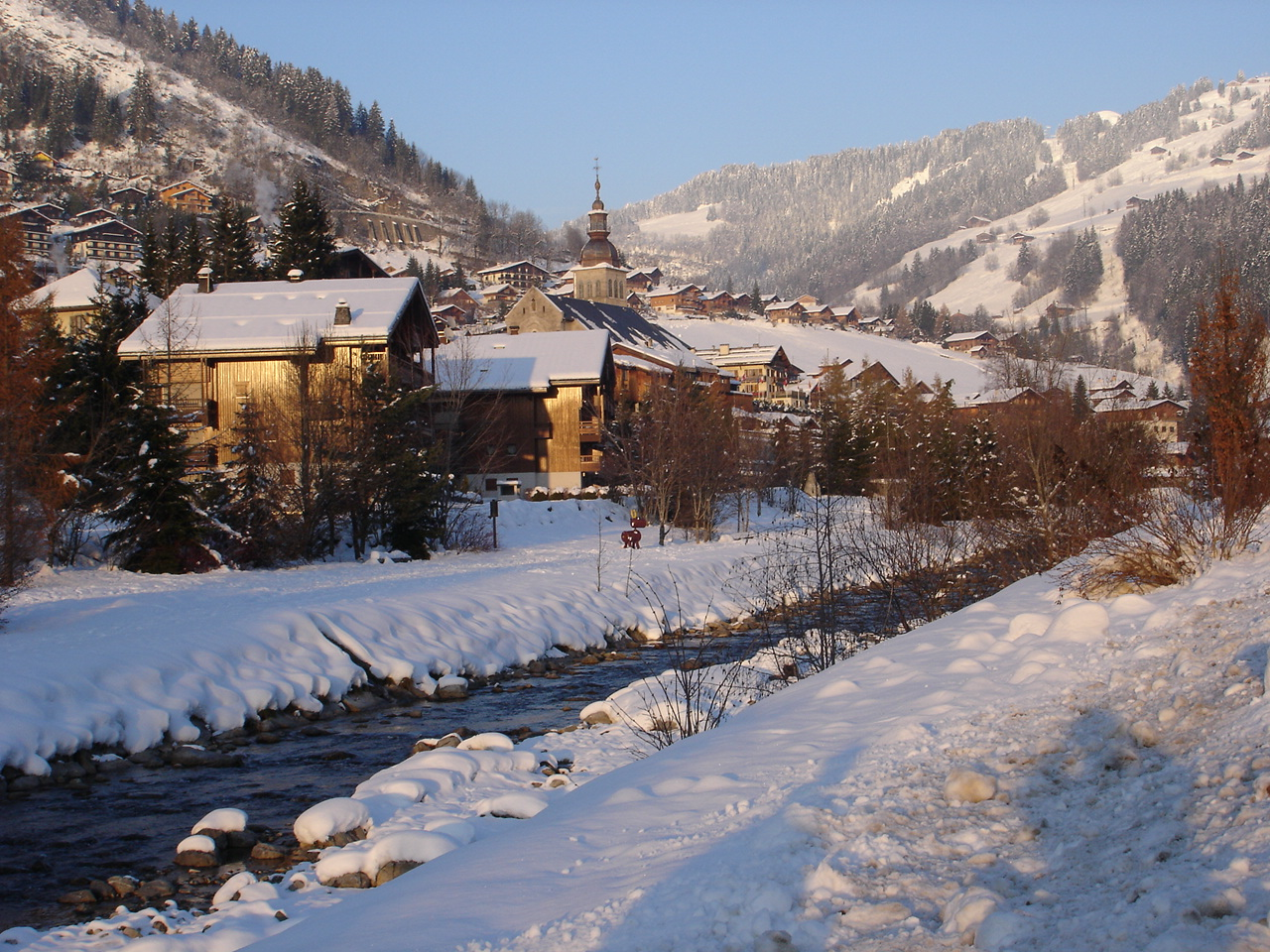
La Borne au Grand-Bornand.

Les bassins versants de la Haute-Savoie sont dans le bassin versant du Rhône.
- le Rhône, 544,9 km[S 44]
  - Le lac Léman traversé par le Rhône
    - La Dranse (rg), 49,1 km[S 19]
      - Le Maravant (rd), 9 km[S 37]
      - Le Brevon (rg), 22,1 km[S 10]
      - La Dranse d'Abondance (rd), 18 km[S 20]
      - La Dranse de Morzine (rd), 26,4 km[S 21]
      - L'Ugine (rd), 11,7 km[S 48]

    - L'Hermance (rg), 13 km[S 31]
    - la Morge (rg), 7,9 km[S 39]
    - Le Redon (rg), 11,7 km[S 42]

  - l'Arve (rg), 107,8 km[S 4] affluent du Rhône
    - l'Aire (rg), 19,2 km[S 1]
      - la Drize (r?), 8,9 km[S 22]

    - l'Arande (rd), 7,4 km[S 2]
    - l'Arveyron (rd), 4,5 km[S 5]
    - Le Foron (rd), 21,6 km[S 28]
    - La Menoge (rd), 29,8 km[S 38]
    - Le Borne (rg), 33,6 km[S 8]
    - Le Bronze (rg), 12,9 km[S 11]
    - le Giffre (rd), 46,2 km[S 29]
      - le Giffre des Fonds[S 30]
      - la Risse (rd), 18,3 km[S 43]
      - le Clévieux (rd), 7,8 km[S 15]

    - Le Sallanche (rg), 10,1 km[S 45]
    - Le Bon Nant (rg), 23,3 km[S 7]
    - La Diosaz, 14,8 km[S 18]

  - Les Usses (rg), 46,1 km[S 35] affluent du Rhône,
  - Le Fier (rg) 71,9 km[S 26] affluent du Rhône
    - Le Chéran (rg), 53,7 km[S 14]
      - Le Dadon (rg), 8,4 km[S 16]
      - Le Nant de l'Eau Salée (r?), 3,4 km[S 49]
      - La Néphaz (rg), 10,9 km[S 40]
        - Les Eparis (r?), 5,6 km[S 25]

    - La Fillière (rd), 24,2 km[S 27]
    - Le Malnant (rg), 7,7 km[S 36]
    - Le Nom (rd), 17,8 km[S 41]
    - Le Champfroid (rg), 7 km[S 13]
    - Le Thiou (rd), 3,5 km[S 47] émissaire du lac d'Annecy
      - la Bornette, 7,7 km[S 9]
        - Le Laudon (r?), 9,9 km[S 34]
        - L'Eau Morte, 17,6 km[S 23]
          - Le torrent de Saint-Ruph, 9,5 km[S 46]

      - l'Ire, 12,9 km[S 32]

  - le canal de Savières, avec le lac du Bourget
    - le Sierroz, 19 km[S 50]
      - la Deysse, 16,1 km[S 17] coule vers le lac du Bourget en Savoie
        - le Pontet, 2,1 km[S 51]

  - l'Isère (rg), 286 km[S 52]
    - L'Arly (rd), 34,5 km[S 3]
      - La Chaise (rd), 23,7 km[S 12]

  - la Laire (rg), 14,3 km[S 33]
  - le Trient (rg), 17 km[réf. nécessaire] affluent du Rhône dans le Valais
    - l'Eau Noire, 11,5 km[réf. nécessaire] dont 8,8 km en France[S 24]
      - le torrent de Barberine, 2,5 km[S 6]

## Hydrologie oustation hydrologique
La Banque Hydro a référencé les cours d'eau suivants : 
- l'Aire à Saint-Julien-en-Genevois (Thairy)[BH 1]
- L'Arve à :
  - Chamonix-Mont-Blanc (Pont des Favrans)[BH 2], Chamonix-Mont-Blanc (Les Bossons)[BH 3], Sallanches[BH 4], Arthaz-Pont-Notre-Dame[BH 5]
- l'Arve (le Nant d'Orlier) à Magland (Chez Party)[BH 6]
- l'Arve (le Nant du Crêt) à Magland (Chez Gaudy)[BH 7]
- le Borne à Saint-Jean-de-Sixt[BH 8]
- la Bornette à :
  - Doussard[BH 9], Lathuile[BH 10]
- le Bronze à Bonneville (Thuet)[BH 11]
- le Chéran à Allèves (La Charniaz)[BH 12],
- le Chéran (Nant de la Combe) à Allèves (Chez Martinod)[BH 13]
- la Dranse à Reyvroz (Bioge)[BH 14]
- la Dranse d'Abondance à :
  - Vacheresse[BH 15], Vacheresse[BH 16]
- la Dranse de Morzine à la Baume (Pt de Couvaloup)[BH 17]
- l'Eau Morte à Doussard[BH 18]
- Les Eparis à Alby-sur-Chéran[BH 19]
- le Fier à :
  - Dingy-Saint-Clair[BH 20], Vallières[BH 21]
- La Fillière à :
  - Argonay[BH 22], Thorens-Glières[BH 23]
- le Foron à Sciez[BH 24]
- le Giffre à :
  - Taninges (Pressy)[BH 25], Marignier (Plan Séraphin)[BH 26]
- l'Ire à Doussard[BH 27]
- le Laudon à Saint-Jorioz[BH 28]
- La Menoge à ;
  - Vétraz-Monthoux[BH 29], Bonne (Pont D 198)[BH 30]
- la Néphaz à Rumilly[BH 31]
- le Redon à Margencel[BH 32]
- le Risse à Saint-Jeoire (Pont du Risse)[BH 33]
- l'Ugine à Saint-Paul-en-Chablais[BH 34]
- Les Usses à :
  - Musièges (Pont des Douattes)[BH 35], Musièges (Pont Serrasson)[BH 36], Frangy[BH 37]

## Organisme de bassinou organisme gestionnaire
- le SM3A ou syndicat d'Aménagement de l'Arve et de ses affluents[1]
- le SMBVA ou Syndicat Mixte du Bassin Versant Arly[2]